# Payphone Recognition Tone
Der Payphone Recognition Tone (PRT), auch Kuckuckston oder Münzerkennungston (Münzer-Kennungston) genannt, ist in der Telefonie ein vom A- und B-Teilnehmer hörbarer Signalton. Er wird von Münztelefonen während einer Telefonverbindung ausgesandt. Das Münztelefon sendet am Anfang von Verbindungen mehrfach eine festgelegte Tonfolge aus.
Damit soll verhindert werden, dass an öffentlich zugänglichen Telefonen wie Münz- oder Kartentelefonen nicht direkt abrechenbare Verbindungen (zum Beispiel R-Gespräche, handvermittelte Gespräche) geführt werden und die Gesprächsgebühren dann von niemandem bezahlt werden. Es können auch andere Geräte einen Kuckuckston aussenden, zum Beispiel Telefone oder Telefonanlagen von Gaststätten, Hotels oder Krankenhäusern, weil die Gäste beziehungsweise Patienten keine R-Gespräche annehmen sollen.

## Problematik
Ein handvermittelnder Telefonist (Operator) kann durch den von dem Münzfernsprecher ausgesandten Kuckuckston sicher erkennen, dass sich am anderen Ende der Leitung ein öffentlich zugänglicher Fernsprechapparat befindet und wird die fragliche Verbindung nicht herstellen. Allerdings werten derzeit übliche automatische R-Gesprächsvermittlungen den Kuckuckston in der Regel nicht aus. Die Blockierung von unerwünschten R-Gesprächen ist dann nicht möglich.

## Standardisierung
Der Payphone Recognition Tone ist durch die Internationale Fernmeldeunion (ITU-T) standardisiert. In Deutschland werden vier verschiedene Töne verwendet:
| PRT     | Frequenzen [Hz]     | Rhythmus: Tonlänge [s] – Pausenlänge [s] | Zyklen |
| ------- | ------------------- | ---------------------------------------- | ------ |
| PRT I   | 1633 – 1336         | 0,2 – 0,2 – 0,2 – 2,0                    | 5      |
| PRT II  | 1366 – 1024         | 0,2 – 0,2 – 0,2 – 2,2                    | 5      |
| PRT III | 1336 – 1024         | 2,2 – 0,2 – 2,2 – 0,2                    | 6      |
| PRT IV  | 1645+857 – 1215+935 | 0,2 – 0,2 – 0,2 – 2,0                    | 5      |

Beispiel für PRT I: 0,2 s 1633 Hz, 0,2 s Pause, 0,2 s 1336 Hz, 2,0 s Pause; diese Tonfolge fünf Mal.
Die in anderen Ländern verwendeten Payphone Recognition Töne können der ITU-Empfehlung „ITU-T E-100 series Suppl. 2“ entnommen werden.